# Margherita Bagni
Margherita Bagni, nome d'arte di Margherita Maria Bagna (Torino, 21 febbraio 1902 – Roma, 2 luglio 1960), è stata un'attrice italiana.

## Biografia
Figlia degli attori Ambrogio Bagni e Ines Cristina, inizia sin da piccola a frequentare i palcoscenici per poi entrare nella Compagnia di Ermete Zacconi (suo patrigno per essere divenuto il compagno di Ines Cristina). Nel 1923 sposa un suo compagno di lavoro, Renzo Ricci, dal quale avrà la figlia Nora, anch'ella attrice; dalle nozze di Nora Ricci con l'attore Vittorio Gassman nascerà Paola.
Nel 1925, insieme al marito, forma la prima Compagnia Ricci-Bagni; negli anni successivi lavora con Annibale Betrone poi con Elsa Merlini, Ruggero Ruggeri e Gualtiero Tumiati.
Nel secondo dopoguerra è nelle Compagnie di Luigi Cimara, Luigi Almirante e del già citato Zacconi.
Sporadiche ma significative le sue presenze nel cinema, dove esordisce giovanissima nel 1917 (nel film Gli spettri di Caldera). Parteciperà ad oltre quaranta pellicole, a cominciare dal 1936 (I due sergenti, 30 secondi d'amore). La sua carriera cinematografica prosegue sino alla fine degli anni cinquanta. Ha un cameo nel film Peccato che sia una canaglia (1955) di Blasetti. 
Attiva nel doppiaggio dall'inizio degli anni trenta, è la voce di attrici come Jean Harlow e Marie Dressler.
Lavora anche in televisione essendo nel cast di alcuni storici sceneggiati, con la regia di Mario Landi, Anton Giulio Majano e Guglielmo Morandi.
Frequenti infine sono i lavori per Radio Rai (quando ancora si chiamavano Rete Azzurra e Rete Rossa) in radiodrammi e commedie.

## Prosa radiofonica RAI
- Questo piccolo mondo, commedia di Noël Coward, regia di Umberto Benedetto, trasmessa il 8 dicembre 1949
- Un gioco di società, di Làszlò Fodor, regia di Pietro Masserano Taricco, trasmessa il 21 agosto 1951
- Ricordo la mamma di John Van Druten, regia di Anton Giulio Majano, trasmessa il 18 ottobre 1951.
- Oh amante mia!, regia di Terence Rattigan, trasmessa l'8 marzo 1954.
- Carissima Ruth, di Norman Krasna, regia di Umberto Benedetto, trasmessa il 10 giugno 1957

## Prosa televisiva RAI
- Il matrimonio, di Nicolai Gogol, regia di Mario Ferrero, trasmessa il 19 febbraio 1954.
- Come le foglie, di Giuseppe Giacosa, regia di Claudio Fino, trasmessa il 13 febbraio 1955.
- Il revisore, di Gogol, regia di Camillo Mastrocinque, trasmessa il 3 luglio 1955.
- Il sogno dello zio, di Fiodor Dostoevsky, regia di Guglielmo Morandi, trasmessa il 20 gennaio 1956
- Cime tempestose da Emily Brontë, regia di Mario Landi, 1956.
- La vedovella, commedia di Dino Terra, regia di Daniele D'Anza, trasmessa il 16 aprile 1956.
- Orgoglio e pregiudizio dal romanzo di Jane Austen, regia di Daniele D'Anza, 1957.
- Jane Eyre, dal romanzo di Charlotte Brontë, regia di Anton Giulio Majano.
- Il vicario di Wakefield, dal romanzo di Oliver Goldsmith, regia di Guglielmo Morandi, trasmesso a partire dal 1º novembre 1959.

## Filmografia

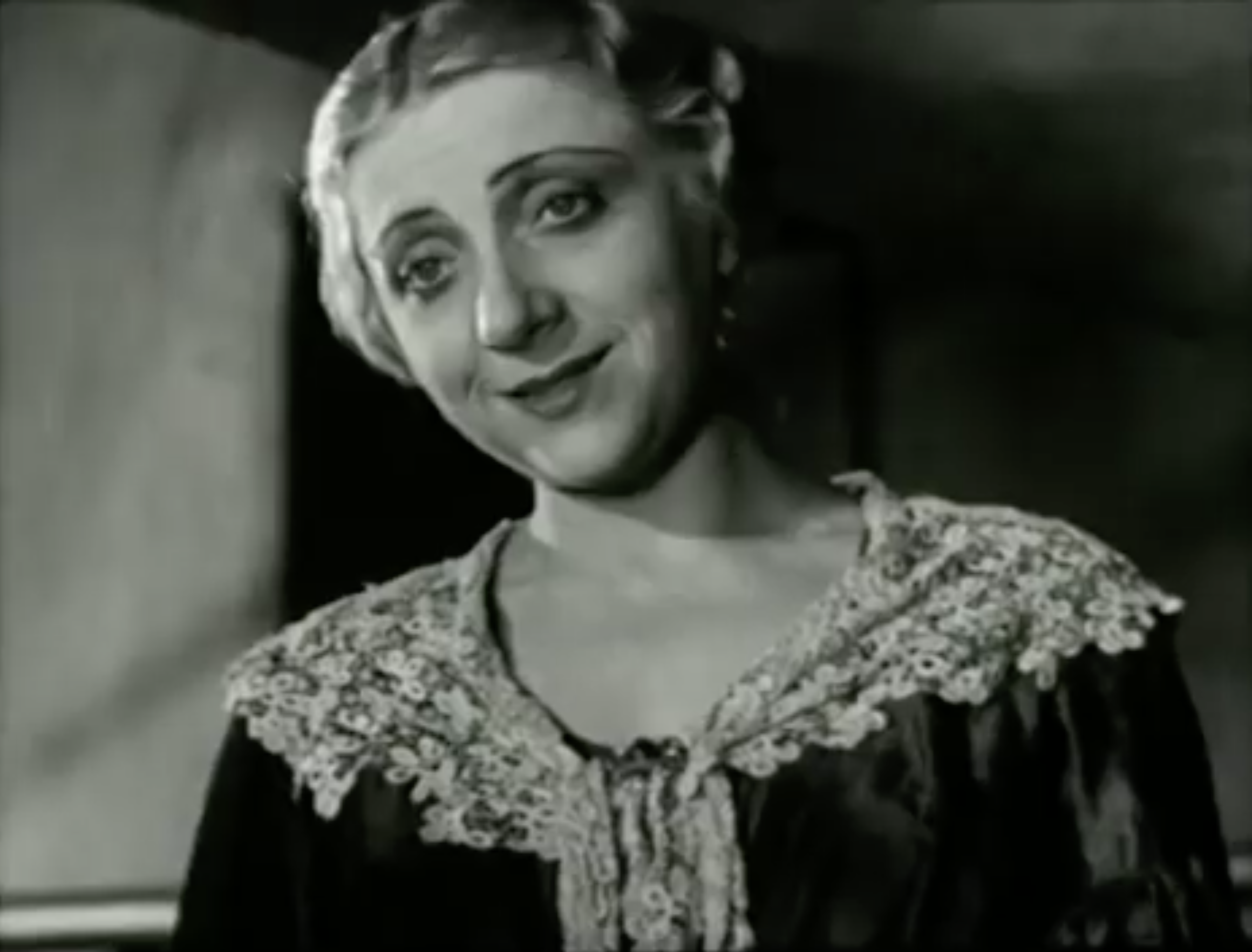
Margherita Bagni nel film 30 secondi d'amore (1936)

- Gli spettri, regia di A. G. Caldiera (1918)
- 30 secondi d'amore, regia di Mario Bonnard (1936)
- I due sergenti, regia di Enrico Guazzoni (1936)
- L'albero di Adamo, regia di Mario Bonnard (1936)
- Il dottor Antonio, regia di Enrico Guazzoni (1937)
- Jeanne Doré, regia di Mario Bonnard (1938)
- Io, suo padre, regia di Mario Bonnard (1939)
- Melodie eterne, regia di Carmine Gallone (1940)
- L'ultimo ballo, regia di Camillo Mastrocinque (1941)
- I Promessi sposi, regia di Mario Camerini (1941)
- La cena delle beffe, regia di Alessandro Blasetti (1942)
- La regina di Navarra, regia di Carmine Gallone (1942)
- Margherita fra i tre, regia di Ivo Perilli (1942)
- Il nostro prossimo, regia di Gherardo Gherardi (1943)
- Natale al campo 119, regia di Pietro Francisci (1947)
- Una lettera all'alba, regia di Giorgio Bianchi (1948)
- Abbiamo vinto!, regia di Robert Adolf Stemmle (1951)
- Operazione Mitra, regia di Giorgio Cristallini (1951)
- Quattro rose rosse, regia di Nunzio Malasomma (1952)
- Ho scelto l'amore, regia di Mario Zampi (1952)
- Ti ho sempre amato!, regia di Mario Costa (1953)
- Le infedeli, regia di Steno e Mario Monicelli (1953)
- Donne proibite, regia di Giuseppe Amato (1953)
- Se vincessi cento milioni, regia di Carlo Campogalliani e Carlo Moscovini (1953)
- Il barcaiolo di Amalfi, regia di Mino Roli (1954)
- Tempi nostri - Zibaldone n. 2, regia di Alessandro Blasetti (1954)
- Lacrime di sposa, regia di Sante Chimirri (1955)
- Le diciottenni, regia di Mario Mattoli (1955)
- Il conte Aquila, regia di Guido Salvini (1955)
- Peccato che sia una canaglia, regia di Alessandro Blasetti (1955)
- La fortuna di essere donna, regia di Alessandro Blasetti (1956)
- I ragazzi dei Parioli, regia di Sergio Corbucci (1959)
- Prepotenti più di prima, regia di Mario Mattoli (1959)

## Doppiaggio
Fece parte del gruppo di doppiatori della prima generazione, a partire dagli anni 1929-1930, sia presso gli studi della Paramount a Joinville-le-Pont in Francia, dove venivano approntate, alla fine degli anni '20, le versioni per tutto il mercato europeo, sia presso gli Stabilimenti di Roma, quando questi furono in condizione di svolgere un lavoro autonomo e di qualità. La Bagni inoltre fu la voce italiana abituale di Jean Harlow.
Tra le tante attrici doppiate:
- Jean Harlow in Gelosia, Sui mari della Cina, Saratoga[2]
- Helen Broderick in Follie d'inverno
- Spring Byington in La carica dei seicento
- Constance Collier in Anna Karenina (ridoppiaggio 1952)
- Cecil Cunningham in Maria Antonietta
- Marie Dressler in Pranzo alle otto (ridoppiaggio)
- Mary Forbes in Il ritratto di Dorian Gray
- Hedda Hopper in Vento selvaggio
- Josephine Hutchinson in Il figlio di Frankenstein
- Nanda Primavera in Piccola posta
- Anne Revere in L'ammaliatrice
- Angelo Taddeoli in Le avventure di Pinocchio

A sua volta Margherita Bagni venne doppiata in alcuni film e più precisamente da:
- Lydia Simoneschi in Margherita fra i tre e Le diciottenni
- Franca Dominici in Lacrime di sposa